# Compagnie Radio maritime
La Compagnie Radio Maritime fut une société française spécialisée dans les communications radio-électriques entre la terre et les navires en mer.
Fondée en 1919, filiale de la CSF, la société dispose très vite d'une quarantaine d'agences et ateliers dans les ports de France et de 300 agences dans les ports du monde.
Dès 1924 elle met au point un système de recherche des navires en détresse : Radiogoniométrie. La CRM équipa la plupart des navires fabriqués en France, du chalutier aux grands paquebots, le dernier fut le France.